# Fusicoccum amygdali
Il Fusicoccum amygdali è un fungo ascomicete che provoca il cancro delle drupacee, detto anche "cancro dei nodi". Inizialmente si formano sui rami delle tacche depresse di colore bruno-nocciola, che si sviluppano di solito attorno ad una gemma. La corteccia si fessura e lascia uscire un essudato gommoso; in seguito la lesione presenta in superficie delle piccole zone nerastre rotondeggianti, che sono le fruttificazioni del patogeno. Quando la lesione si estende a tutta la circonferenza del ramo, la parte superiore di questo dissecca. Anche le foglie possono essere colpite e presentano macchie clorotiche che successivamente necrotizzano, rimanendo a volte circondate da una zona giallastra. Il patogeno penetra attraverso le ferite causate dalla caduta delle foglie, dalla grandine, dalle operazioni di potatura o da attacchi di fitofagi; le infezioni avvengono di solito in autunno o in primavera.

## Lotta
Si effettua mediante l'asportazione e la distruzione dei rami colpiti, la disinfezione con sali di rame delle ferite da potatura, i trattamenti con anticrittogamici in autunno e primavera.